# Ritajärvi
Ritajärvi är en sjö i kommunen Villmanstrand i landskapet Södra Karelen i Finland. Sjön ligger 59,7 meter över havet. Arean är 54 hektar och strandlinjen är 4,49 kilometer lång. Sjön  ingår i Hounijokis huvudavrinningsområde.   Den ligger nära Villmanstrand och omkring 200 km nordöst om Helsingfors. 